# Smak (estetyka)
Smak (gust) – poczucie piękna, zdolność lub umiejętność oceny wartości estetycznych, subiektywna tendencja do wyższego oceniania pewnych wartości.
Kategoria ta była szczególnie popularna w estetyce filozoficznej w XVIII i XIX wieku za sprawą Krytyki władzy sądzenia Immanuela Kanta. W ostatniej z trzech Krytyk Kant przedstawia smak jako warunek możliwości orzekania o pięknie i jego kontemplowania.
W drugiej połowie XIX w. i w wieku XX pojęcie smaku (gustu) zostało poddane krytyce, szczególnie przez myślicieli o poglądach lewicowych. Smak (gust) jest tutaj uważany za przywilej klas posiadających – po pierwsze, tylko przedstawiciele tych klas mają możliwość przyjmowania wobec rzeczywistości postawy kontemplacyjnej, zdystansowanego chłodnego oglądu; po drugie, kategoria smaku jest elementem światopoglądu klas panujących, narzucanego klasie pracującej. Również w tradycji pragmatyzmu i neopragmatyzmu (np. Richard Shusterman Estetyka pragmatyczna. Żywe piękno i refleksja nad sztuką) smak zostaje poddany krytyce jako kategoria zbyt intelektualna, odcinająca człowieka od bezpośredniego, żywego doświadczenia piękna i sztuki.